# آلن کاولیا
آلن کاولیا (انگلیسی: Alain Caveglia؛ زادهٔ ۲۸ مارس ۱۹۶۸) بازیکن فوتبال اهل فرانسه است.
از باشگاه‌هایی که در آن بازی کرده‌است می‌توان به باشگاه فوتبال المپیک لیون، باشگاه فوتبال نانت، باشگاه فوتبال لو آور، و باشگاه فوتبال سوشو اشاره کرد.